# تستوسترون کاپروات
تستوسترون کاپروات (به انگلیسی: Testosterone caproate)، تستوسترون کاپریلات(به انگلیسی: Testosterone caprylate) ویا تستوسترون هگزانوات(به انگلیسی: Testosterone hexanoate) یک داروی استروئید آنابولیک با تأثیرات آندروژنیک است که در ترکیب داروهای مشهور سوستانون ۲۵۰ و اومادرین به کار می‌رود. این ترکیب پودر کریستالی سفید رنگ غیرقابل حل در آب، قابل حل در الکل، کلروفورم، اتر، استون و روغنهای گیاهی است. این ترکیب در برابر تابش نور حساس است. این دارو به‌صورت مستقل در اروپا و آمریکا تولید نمی‌شود و تنها در روسیه به بازار عرضه می‌شود.

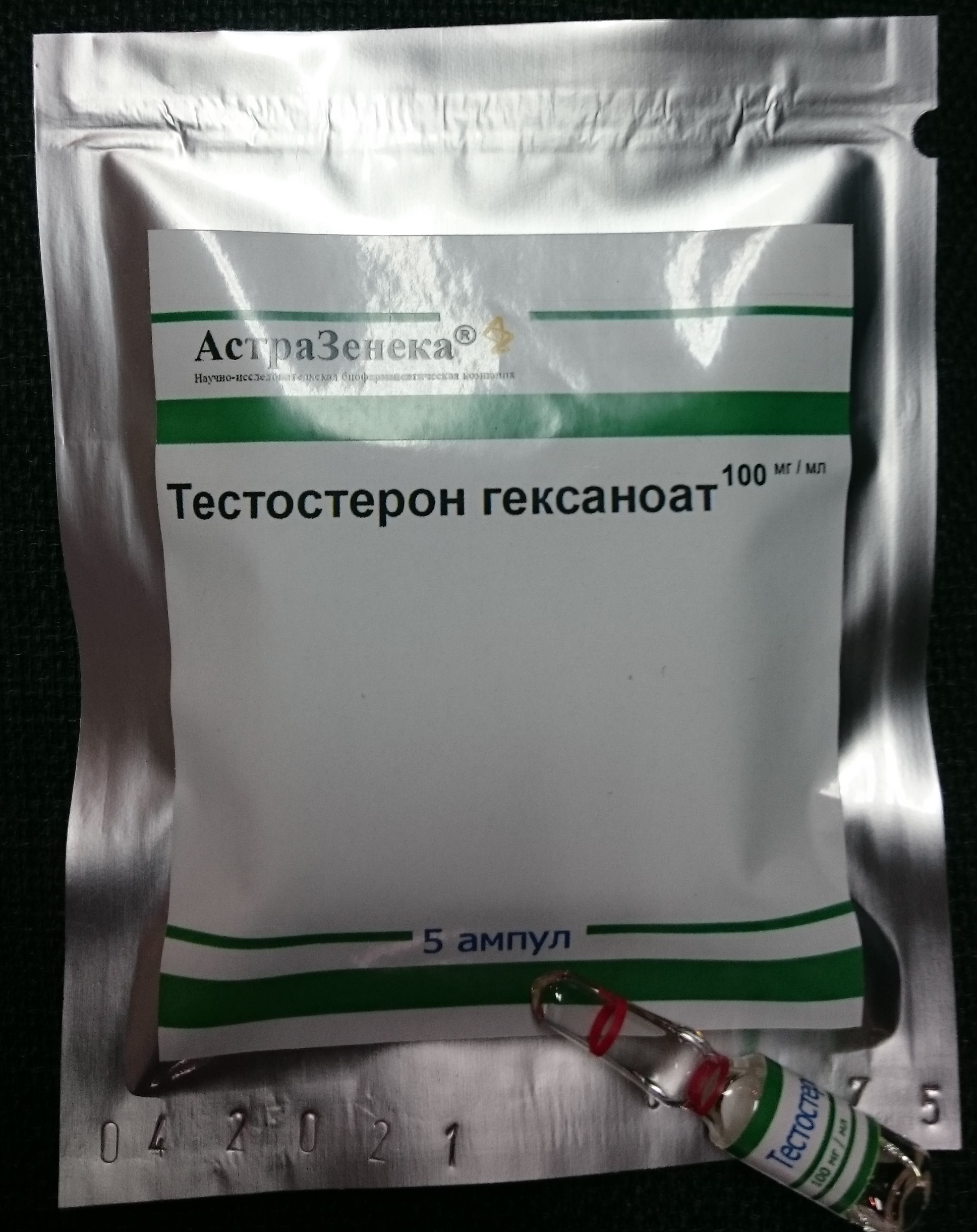
تستوسترون هگزانوات
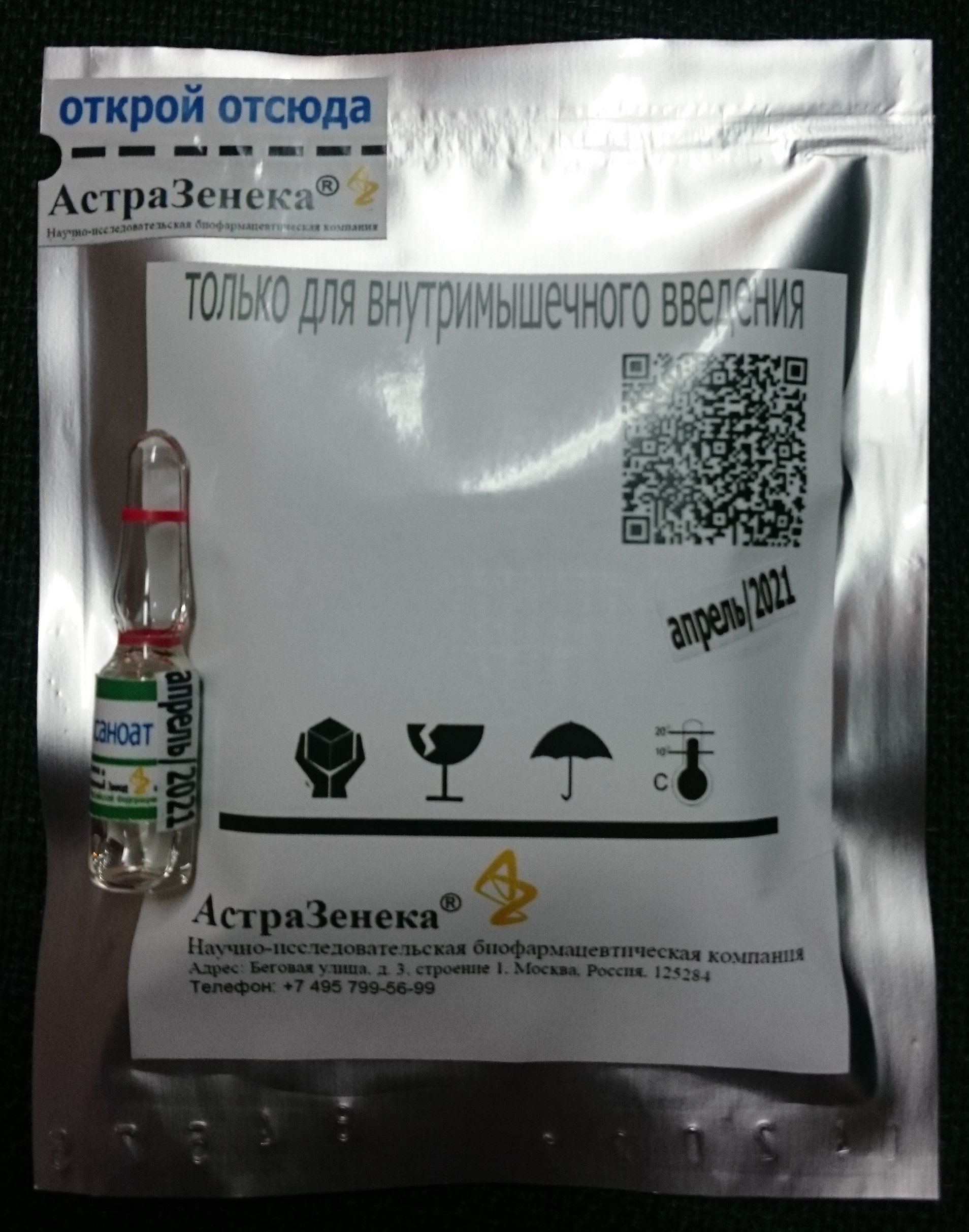
تستوسترون هگزانوات